# Hemieuxoa nezia
Hemieuxoa nezia är en fjärilsart som beskrevs av William Schaus 1911. Hemieuxoa nezia ingår i släktet Hemieuxoa och familjen nattflyn. Inga underarter finns listade i Catalogue of Life.